# Villafranca de los Barros
Villafranca de los Barros est une commune d’Espagne, dans la province de Badajoz, communauté autonome d'Estrémadure.

## Géographie

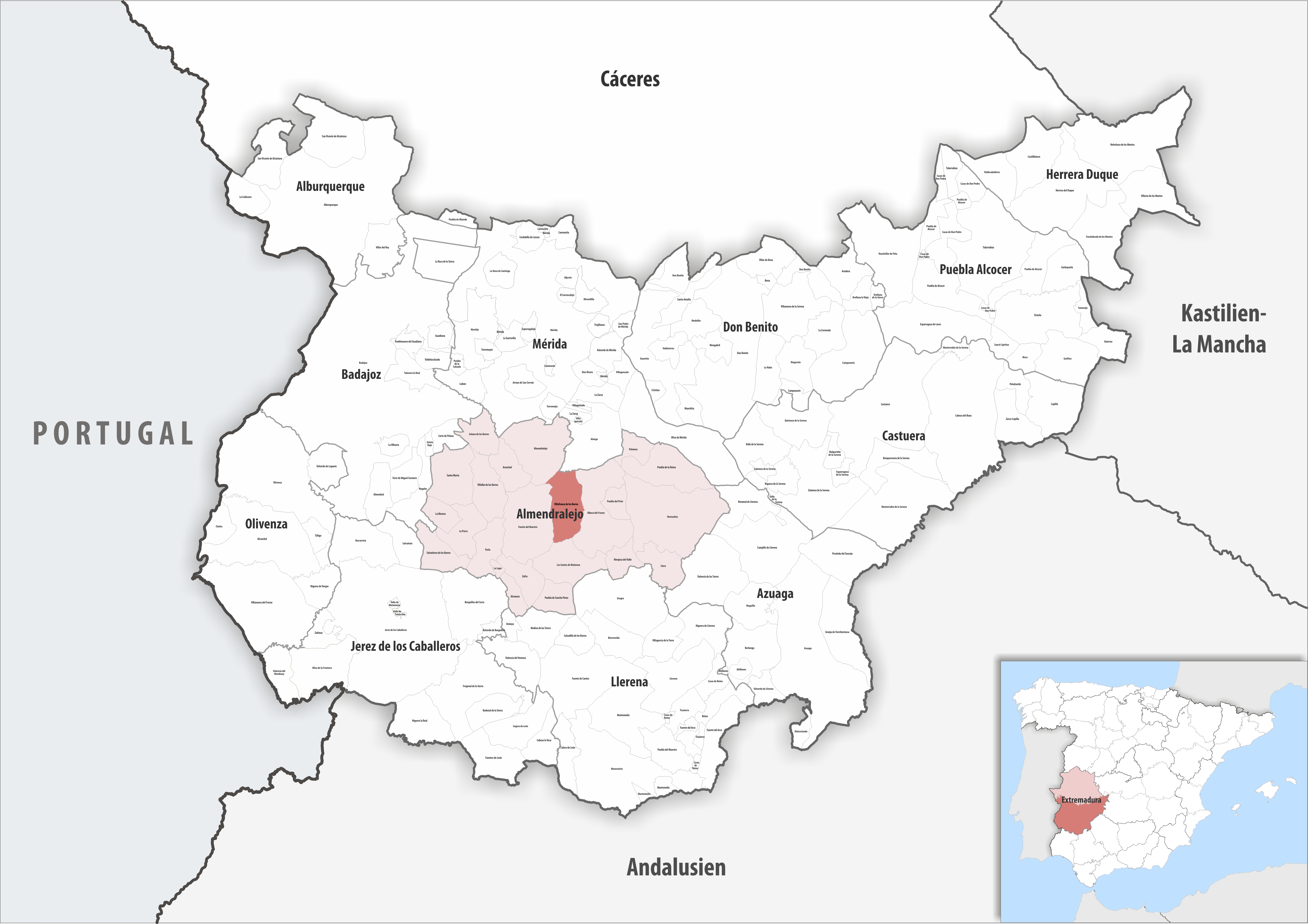
Villafranca de los Barros dans la province de Badajoz / en Estrémadure

### Localisation
La commune de Villafranca de los Barros est dans le nord de la comarque Tierra de Barros (es), au centre de la province de Badajoz (Estrémadure). Elle jouxte la comarque de Tierra de Mérida - Vegas Bajas (es) au nord.
Badajoz est à 76 km nord-ouest, 
Séville à 150 km sud, 
Madrid à 385 km nord-est.

### Municipalités voisines
Toutes les communes voisine sont aussi dans la province de Badajoz, mais se partagent entre trois comarques :
Almendralejo et Ribera del Fresno sont aussi dans la comarque de Tierra de Barros (es) ;
Alange est dans la comarque de Tierra de Mérida - Vegas Bajas (es) ;
Fuente del Maestre est dans la comarque de Zafra-Río Bodión (es).

## Histoire

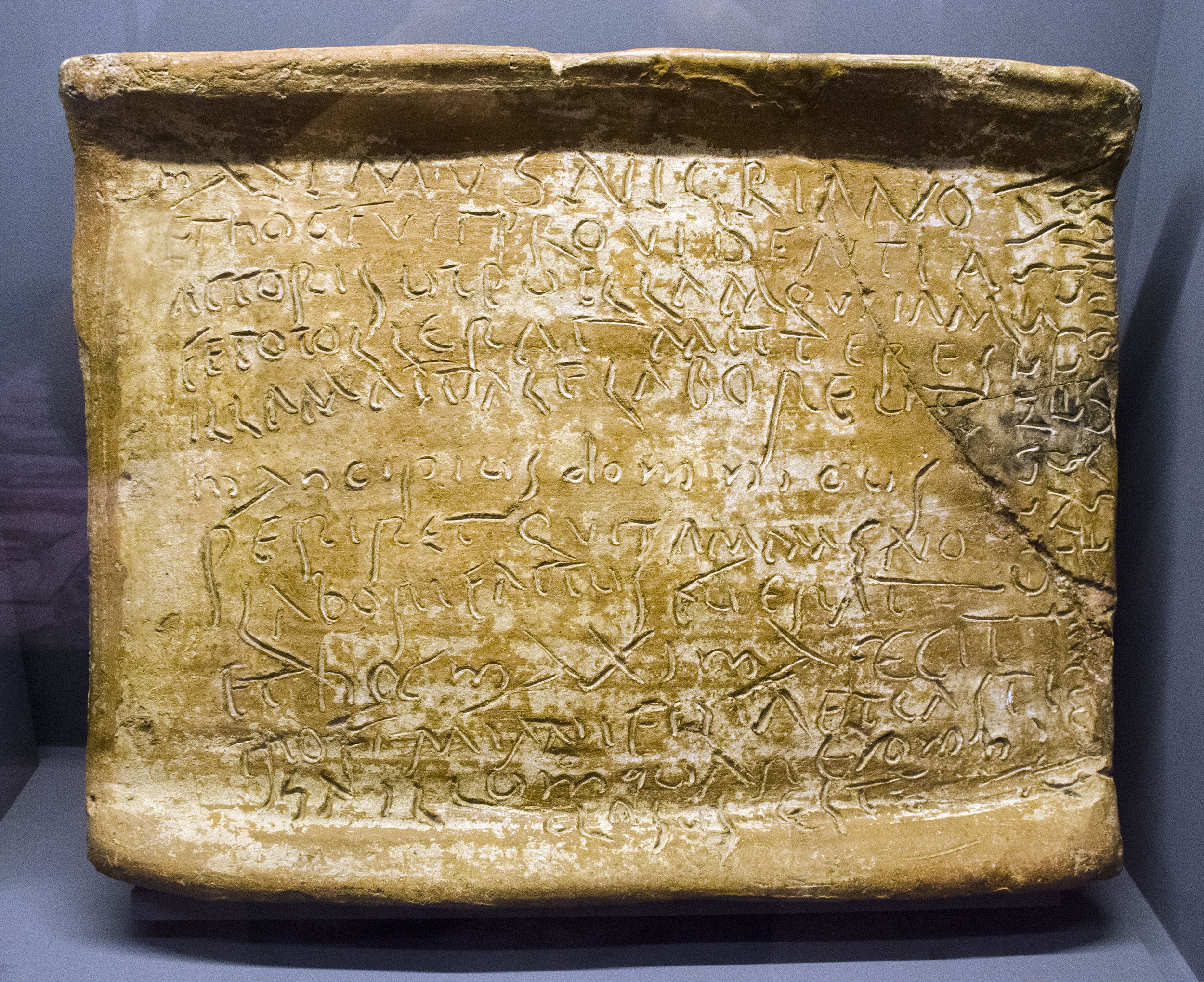
Une lettre de "Maximo" à "Nigriano", IIIe siècle

Une épigraphe « Ut(ere) F(elix) » (CIL II, 6260) a été trouvée à Villafranca de los Barros ; on la retrouve à 
Gilena (comarque Sierra sud de Séville, province de Séville : « Utere Felix Fec(i)t P() ») ; 
en deux instances à Cabra (comarque Subbética, province de Cordoue : « Ut(ere) Felix ») ; 
à Punta Umbria (comarque de Huelva, province de Huelva : « U(tere) F(elix) », daté entre les années 201 et 300) ; 
à Nerva (comarque Cuenca Minera, province de Huelva : « U(tere) F(elix) », daté entre les années 101 et 300) ; 
et plusieurs autres instances non localisées. Mendoza Álvarez (2020) s'en sert parmi d'autres épigraphes pour proposer le nom de Felix pour Utrera romaine.